# Delosperma sulcatum
Delosperma sulcatum är en isörtsväxtart som beskrevs av L. Bol.. Delosperma sulcatum ingår i släktet Delosperma, och familjen isörtsväxter. Inga underarter finns listade i Catalogue of Life.